# ARToolKit

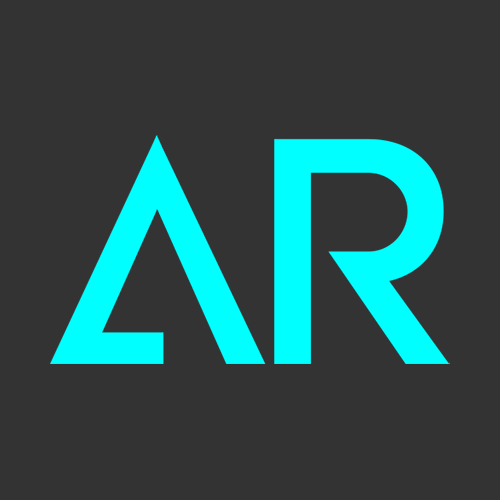
ARToolKit logo

ARToolKit är en mjukvara som används för att skapa så kallad förstärkt verklighet som delvis liknar andra lösningar som EyeToy och The Eye of Judgment. Mjukvaran finns till ett flertal plattformar och är släppt under GPL-licens.